# Grossera multinervis
Grossera multinervis är en törelväxtart som beskrevs av J.Leonard. Grossera multinervis ingår i släktet Grossera och familjen törelväxter.
Artens utbredningsområde är Kongo-Kinshasa. Inga underarter finns listade i Catalogue of Life.